# Bernard Charbonneau
Bernard Charbonneau (28 de noviembre de 1910, Burdeos-28 de abril de 1996, Saint-Palais) fue un pensador francés, autor de una veintena de libros y de numerosos artículos publicados en La Gueule ouverte, Foi et vie, La République des Pyrénées y Combat Nature. Su obra se inscribe dentro de las corrientes antiindustriales y libertarias. Fue amigo de Jacques Ellul.

## Obra
Geógrafo e historiador de formación, filósofo por vocación, Charbonneau analizó en su obra el impacto de la «Gran Transformación» propiciado por la industrialización de la existencia. 
Toda su obra está marcada por la idea que « el lazo que une el individuo a la sociedad es tan potente que, incluso en la llamada "sociedad de los individuos", estos últimos son incapaces de tomar sus distancias con los movimientos colectivos y consienten a la destrucción de lo que más quieren : su libertad. »
Durante los años 1970, Charbonneau denuncia lo que considera como la dictadura de la economía y del desarrollo. Se impone como pionero de la ecología política y de las corrientes antiindustriales. Receloso de los partidos políticos, incluso cuando se autodenominan "ecologistas", propone una concepción de la sociedad radicalmente distinta de las ideologías del siglo XX, prefiriendo lo que se basa sobre la experiencia personal.
Es apoyándose en el análisis de la evolución social y política de la que fue testigo durante los años 1930 y 1940 que Charbonneau ha podido identificar los problemas de sociedad que hoy nos parecen cruciales : Charbonneau pone de relieve los problemas de la tecnocratización de la vida social y política, de la naturaleza, y también los de la propaganda y los medios de comunicación, la transformación de la cultura en industria del espectáculo y en consumo, de la liquidación de la agricultura campesina, etc. 
Charbonneau percibe en el progreso tecnológico la fuente de un conformismo creciente y una pérdida de libertad debido a la necesidad de cada vez más organización. Su obra es próxima a la de Jacques Ellul que fue su amigo durante 60 años.

## Publicaciones

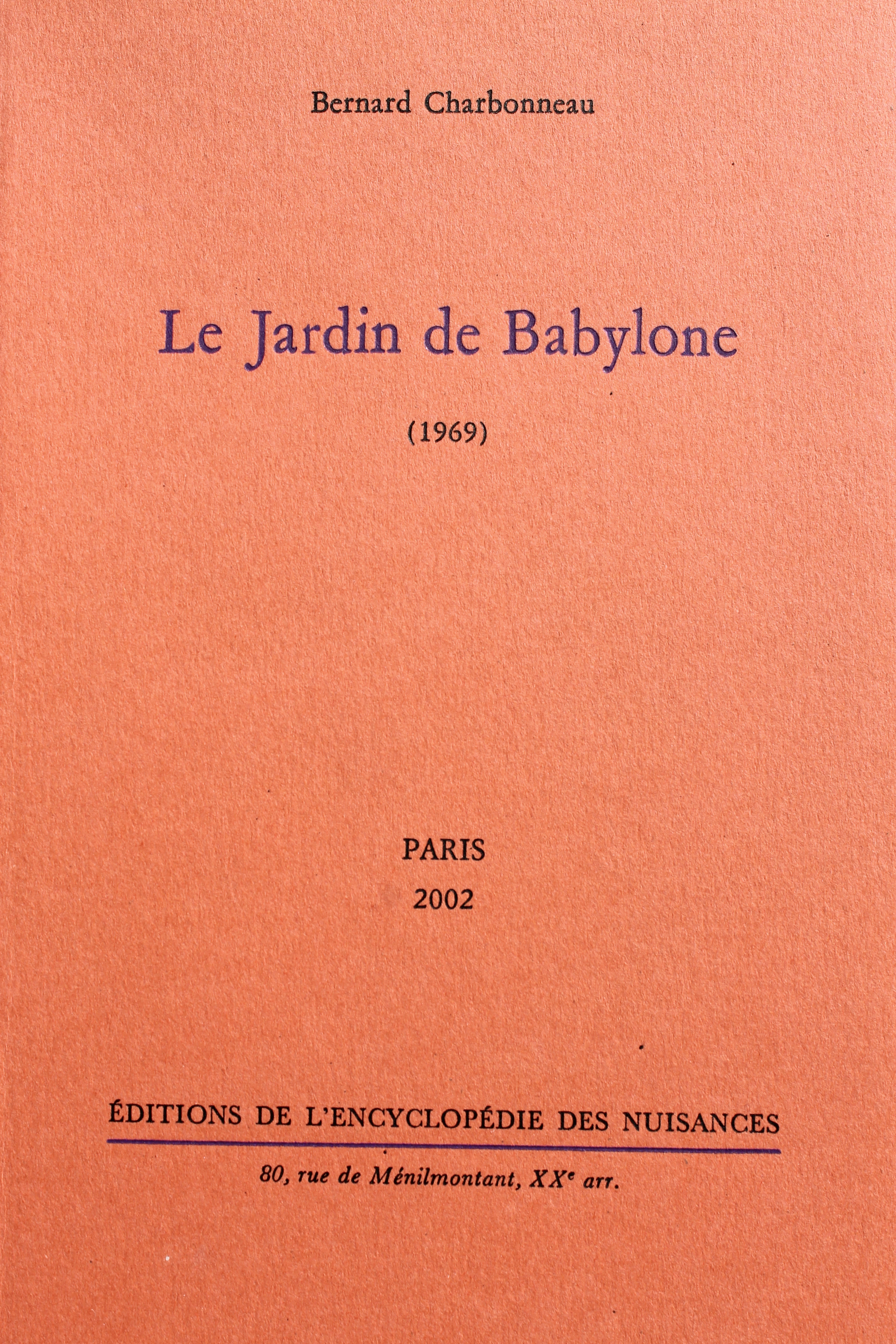
Le Jardin de Babylone

### En español
- El Jardín de Babilonia, traducido del francés por Emilio Ayllón, Ediciones el Salmón, 2016.[1]

### En francés
- L’État, édition ronéotypée (à compte d'auteur), 1949. Economica, Paris, 1987. Reeditado en 1999 ISBN 978-2-7178-1360-9
- Teilhard de Chardin, prophète d'un âge totalitaire, éditions Denoël, Paris, 1963 ISBN 2207203069
- Le Paradoxe de la culture, Denoël, Paris, 1965. Réédité en 1991 dans Nuit et jour
- Célébration du coq, Éditions Robert Morel, Haute-Provence, 1966
- Dimanche et lundi, Denoël, Paris, 1966 ISBN 2207203085
- L'Hommauto, Denoël, Paris, 1967. Crítica del automóvil, reeditado en 2003 por el mismo editor. ISBN 978-2-2072-5549-0
- Le Fils de l'Homme et les enfants de Dieu, édition ronéotypée (à compte d'auteur), 1968.
- Le Jardin de Babylone, Gallimard, Paris, 1969. Éditions de l'Encyclopédie des Nuisances, 2002 ISBN 978-2-9103-8618-4
- Prométhée réenchaîné édition ronéotypée (à compte d'auteur), 1972. Éditions de La Table Ronde, Paris, 2001 ISBN 978-2-7103-2445-4
- Le Système et le chaos. Critique du développement exponentiel, Anthropos, Paris, 1973. 2ª edición : Economica, Paris, 1990 ISBN 978-2-7178-1837-6. 3ª edición : Médial éditions, novembre 2012 ISBN 978-2-8473-0022-2.
- Tristes campagnes, Denoël, Paris, 1973 ISBN 979-10-92605-00-6. Reeditado por Le Pas de côté en 2013 ISBN 979-10-92605-00-6.
- Notre table rase, Denoël, Paris, 1974
- Vu d'un finisterre, édition ronéotypée (à compte d'auteur), 1976
- Le plus et le moins, édition ronéotypée (à compte d'auteur), 1978
- Le Feu vert, Karthala, Paris, 1980. Parangon, Lyon, 2009 ISBN 978-2-8419-0182-1
- Je fus. Essai sur la liberté, Imprimerie Marrimpouey, Pau, 1980. Opales, Bordeaux, 2000 ISBN 978-2-9087-9949-1
- Une seconde nature, édité à compte d'auteur, Imprimerie Marrimpouey, Pau, 1981. Médial éditions, novembre 2012. ISBN 978-2-8473-0023-9
- La propriété c'est l'envol, édition ronéotypée (à compte d'auteur), 1984
- La société médiatisée, édition ronéotypée (à compte d'auteur), 1985
- Ultima Ratio, édition ronéotypée (à compte d'auteur), 1986. Édité en 1991 dans Nuit et jour
- Nuit et jour, (compilation de Le paradoxe de la culture et Ultima ratio) Economica, Paris, 1991 ISBN  978-2-7178-2183-3
- Sauver nos régions, Le Sang de la Terre, Paris, 1991 ISBN 978-2-8698-5051-4
- L'esprit court les rues, édition ronéotypée (à compte d'auteur), 1992
- Les chemins de la liberté, édition ronéotypée (à compte d'auteur), 1994

Prefacio : 
- La Fin du paysage de Maurice Bardet, Anthropos, Paris, 1972

Publicaciones póstumas :
- Il court, il court le fric…, Opales, Bordeaux, 1996 ISBN 978-2-8698-5037-8
- Un Festin pour Tantale, Le Sang de la Terre, Paris, 1996. Réédité en 2001 ISBN 978-2-9087-9926-2
- Comment ne pas penser, Opales, Bordeaux, 2004 ISBN 978-2-9087-9926-2
- Bien aimer sa maman, Opales, Bordeaux, 2006 ISBN 978-2-9087-9978-1
- Finis Terrae, À plus d'un titre, 2010 ISBN 978-2-9174-8610-8
- Le Changement, Le Pas de côté, 2013 ISBN 979-10-92605-01-3
- Nous sommes révolutionnaires malgré nous. Textes pionniers de l'écologie politique (avec Jacques Ellul). Recueil de quatre textes datant des années 1930. Le Seuil, 2014 ISBN 978-2-0211-6302-5
- Lexique du verbe quotidien (recueil d'articles publiés dans les années 1950), Heros-Limite Editions, 2016 ISBN 978-29-40517-49-7.
- L'Homme en son temps et en son lieu (rédigé en 1960), R&N éditions, 2017 ISBN 979-10-96562-07-7.
- Le totalitarisme industriel, (recueil d'articles parus dans La Gueule ouverte et Combat nature), L'échappée, 2018, ISBN 978-2-37309-047-5.
- Quatre témoins de la liberté (inédit, rédigé vers 1990), R&N éditions, 2019. ISBN 979-10-96562-11-4.[2]

Existe una bibliografía en la web de la Association Internationale Jacques Ellul.

### Artículos
Bernard Charbonneau publicó un gran número de artículos en La Gueule ouverte (de 1972 a 1977), La République des Pyrénées (de 1977 a 1983) y Combat Nature (de 1980 a 1996).
Citemos dos artículos en los cuales Charbonneau expone los fundamentos de su pensamiento en los años 1930 :
- Directives pour un manifeste personnaliste, 1935 (junto a Jacques Ellul, disponible en los Cahiers Jacques-Ellul n.º 1, « Les années personnalistes », 2003) y en Nous sommes révolutionnaires malgré nous. Textes pionniers de l'écologie politique (junto a Jacques Ellul)
- Le sentiment de la nature, force révolutionnaire, 1937, reeditado en 2014 en Nous sommes révolutionnaires malgré nous. Textes pionniers de l'écologie politique (junto a Jacques Ellul). En la web ici.

Una lista completa de los artículos de Charbonneau establecida por Roland de Miller figura al final del libro colectivo dirigido por Jacques Prades.